# Antidesign
L'Antidesign est un mouvement apparu en Italie pendant les années 1960, en réaction à ce que de nombreux designers d'avant-garde considéraient comme le langage appauvri du modernisme, l'accent mis sur le style et l'esthétique de la bonne forme par de nombreux grands fabricants et designers renommés. 

## Description
Ce sentiment d'insatisfaction face à la diminution de plus en plus répandue de la pertinence sociale du design aux dépens de l'entreprise capitaliste avait été de plus en plus répandue au cours des années 1950, en particulier dans le cadre du Triennale de Milan. Cela s'est également reflété dans les débats économiques, politiques, sociaux et culturels plus vastes qui ont frappé l'Italie dans les années 1960.
 Ettore Sottsass Jr était un acteur clé de la perspective antidesign, de même que les groupes Design radical, Archigram et Superstudio, qui ont tous exprimé leurs idées dans la production de prototypes de meubles, d'expositions et la publication de manifestes. L’Antidesign cherchait à exploiter le potentiel social et culturel du design plutôt que d'adopter le style pour augmenter les ventes. Là où le modernisme était caractérisé par des notions de permanence, l'Antidesign englobait l’éphémère de la pop (présentée à la Biennale de Venise de 1964), le consumérisme et le langage des moyens de communication de masse. Là où la palette moderniste était généralement assourdie par une prédominance de noirs, de blancs et de gris, les acteurs de l'Antidesign exploraient le riche potentiel de la couleur. Là où le modernisme admirait l'intégrité des propriétés des matériaux, l'Antidesign a embrassé l'ornement et la décoration. En outre, là où le modernisme était enclin aux concepts du Good Design et où l'adage « la forme suit la fonction », l'Antidesign a examiné le potentiel d'expression du kitsch, de l'ironie et des distorsions d'échelle, caractéristiques qui allaient devenir des caractéristiques du postmodernisme et des caractéristiques importantes du Groupe de Memphis.

### Sitographie
- (en) « Anti-Design Movement - Aestheticism of the Modern Era », sur widewalls.ch (consulté le 17 décembre 2023)